# (11138) Hotakadake
(11138) Hotakadake est un astéroïde de la ceinture principale.

## Description
(11138) Hotakadake est un astéroïde de la ceinture principale. Il fut découvert le 14 décembre 1996 à Ōizumi par Takao Kobayashi. Il présente une orbite caractérisée par un demi-grand axe de 2,58 UA, une excentricité de 0,17 et une inclinaison de 7,9° par rapport à l'écliptique.

## Compléments